# 陳宏寬
陳宏寬（英語：Chen, Hung-Kuan，1958年4月—），臺灣鋼琴家。

## 生平
陳宏寬1958年出生於臺灣台北市。陳宏寬五名姊姊，在家中排行老么，其四姊陳必先亦為鋼琴家。

## 獲獎
- 1980：於第十屆蕭邦國際鋼琴比賽入圍決賽[1]。
- 1982：榮獲布索尼國際鋼琴比賽第二名（第一名從缺）。[2]
- 1982：榮獲蓋察·安達國際鋼琴大賽第二名。[3][4]
- 1983：榮獲亞瑟·魯賓斯坦國際鋼琴大賽第二名。[5]
- 1985：榮獲范·克萊本國際鋼琴比賽美籍鋼琴家最佳獎。[6]
- 1987：榮獲伊莉莎白王后國際音樂比賽第十一名。[7]

## 外部連結
- 官方网站